# Pia Hedström
Pia Hedström, född 1960 i Kapstaden, Sydafrika, är en svensk konstnär som huvudsakligen arbetar med skulptur. 
Pia Hedström är bland annat utbildad vid Valands konsthögskola mellan 1984 och 1990. Ett av hennes verk är RymdConfetti år 2000 som finns på Ullevigatan/Dämmeplatsen i Göteborg. Hedström bor och verkar i Göteborg. Hedström är representerad vid bland annat Göteborgs konstmuseum.

## Verk
- Eldslåga. Stål, glas, ljus. Räddningstjänsten Kallerstad, Linköping. Beställare Linköpings kommun och Lejonfastigheter. 2011
- Tidsåldrar. Helhetsgestaltning av torg stål, glas, ljus, sten, Breareds torg, beställare Statens Konstråd/Varbergs kommun  2009
- De oupptäckta planeterna. Mosaiksfärer på entrégrindarna, Kvarteret Jankowitz,  Bostads AB Poseidon Göteborg. 2005
- Det Gyllene Spåret. Mosaik och fiberoptik i damm. Kvarteret Jankowitz, Beställare Bostads AB Poseidon Göteborg. 2005
- Uppskjut II. Skanskas huvudkontor, huvudentrén, Göteborg. Beställare Skanska Fastigheter AB. 2005
- Figur och tecken. Polykarbonat och ljus. Ungdomens hus Partille. Beställare Partille Kommun.	2005
- Beskyddare av labyrintens hemlighet. Betong och polykarbonat. Kungsbacka skulpturpark. Beställare Kungsbacka kommun. 2003
- Fjärran Moder. Aluminium, polykarbonat, ljus och betong. Blidsbergs skola. Beställare Ulricehamns kommun. 2002
- RymdConfetti. Stål, glas, ljus och betong. Ullevigatan / Dämmeplatsen, Göteborg. Beställare Skanska Fastigheter AB. 2000
- Krumelurer. Grön pigmenterade betongreliefer. Entrén Kungsbacka Kulturskola. Beställare Kungsbacka kommun. 1998
- Arktiskt Land. Stål, aluminium svart granit. Universitetsbiblioteket. Beställare Statens Konstråd/Örebro kommun.	1996
- Semafor. Stål, glas, ljus och betong. E: 4:an/Centralesplanaden. Beställare Örnsköldsviks kommun.	1996
- Hällristningar. Reliefer och terrazzogolv i fyra entréer. Väderilsgatan, Göteborg. Beställare Bostads AB Poseidon.	1996